# Nelabrichthys ornatus
Nelabrichthys ornatus es una especie de peces de la familia Labridae en el orden de los Perciformes.

## Morfología
Los machos pueden llegar alcanzar los 3,9 cm de longitud total.

## Distribución geográfica
Se encuentra en Tristan da Cunha y al oeste del Índico. 